# Francesc Angla i Vilar
Francesc Angla i Vilar (Moià, Bages, 1830 - Vic, Osona, 1877) Fou sacerdot i catedràtic de llatinitat.
Estudià al Seminari de Vic, on, acabats els estudis, s'ordenà sacerdot (1858). Exercí de vicari a Balenyà. Més tard obtingué el grau de llicenciat en teologia. Entrà de catedràtic de llatinitat dos anys després d'exercir aquest càrrec al Seminari de Vic. Ensenyà llatí i castellà en diferent cicles i nivells des de 1859 ben bé fins a 1877. A més d'aquestes assignatures impartí història sagrada (1863-1864) i geografia i història universal (1869-1870). Va ser director del Col·legi de la Puríssima Concepció de Sant Lluís (conegut també com la Casa Pupil·latge) i soci fundador del Círcol Literari. D'aquesta institució va ser-ne bibliotecari.